# Commando (film)
Commando è un film del 1985 diretto da Mark L. Lester, con Arnold Schwarzenegger. Il film venne candidato ai Saturn Award nel 1986 nella categoria Migliori effetti speciali.

## Trama
Il colonnello delle Forze speciali dell'esercito USA John Matrix, ottenuto finalmente un lungo congedo, vive tranquillamente nella sua sperduta casa sulle montagne in compagnia della figlia di 10 anni Jenny, ignaro che qualcuno stia dando la caccia agli uomini della sua squadra per ucciderli. Avvisato del pericolo dal suo ex comandante generale Franklin Kirby, non può impedire che un manipolo di criminali, dopo aver crivellato una delle due guardie che dovevano proteggerlo e sgozzato l'altra, rapisca sua figlia approfittando dell'effetto sorpresa, e, preso alla sprovvista, viene catturato.
I criminali, tra cui il commilitone Bennett, ex membro della squadra di Matrix cacciato da quest'ultimo per eccessiva brutalità, usano la figlia per ricattarlo, minacciando di ucciderla se lui non porterà a termine un assassinio politico per conto di un dittatore e signore della guerra, Arius, che comanda questa banda di mercenari, prevalentemente ex subalterni di Matrix. Arius spera di condurre un colpo di Stato nel suo Paese natale, Val Verde, e pensa che la familiarità che Matrix ha con il nuovo leader del Paese possa aiutarlo nel suo piano omicida.
Il colonnello, sfuggito al controllo di chi si sarebbe dovuto assicurare che compisse la missione, segue e uccide uno per uno i componenti del gruppo criminale, con lo scopo di arrivare a scoprire dove è tenuta prigioniera sua figlia. Nell'operazione è aiutato da un'avvenente hostess di nome Cindy, rimasta coinvolta involontariamente nella vicenda. Dopo aver svaligiato un'armeria dalla quale ruba un intero arsenale di armi leggere e  pesanti, Matrix si reca sull'isola dove si rifugiano i criminali e affronta l'esercito privato messo a loro difesa: dopo aver ucciso Arius e la sua banda di mercenari, ritrova la figlia e uccide Bennett, dopodiché si avvia felicemente verso casa, ribadendo al generale Kirby, accorso nel frattempo, che quella è stata la sua ultima missione.

## Produzione
Lo sceneggiatore Jeph Loeb afferma che il film è stato originariamente concepito con un ruolo 'su misura' per Gene Simmons (che rifiutò la parte), e più tardi è stato sceneggiato nell'ottica di far interpretare a Nick Nolte il ruolo principale nei panni del membro fuori forma di un commando che stenta con gli sforzi richiesti dalla missione. Walter Hill partecipò in un primo tempo al processo di lavorazione.
La trama originaria prevedeva un agente israeliano delle forze speciali e del Mossad, stanco della morte e della distruzione che continuano nel Medio Oriente. Per questo lascia l'Israele ed emigra negli Stati Uniti, dove è costretto a rinunciare al suo pre-pensionamento volontario dopo il rapimento di sua figlia. Venne modificato e adattato ulteriormente quando venne ingaggiato Schwarzenegger; alcuni dei dialoghi originali figurano nelle scene cancellate in cui Matrix dice di pentirsi delle sue azioni passate.

## Distribuzione
Il film è uscito nelle sale statunitensi il 4 ottobre 1985 mentre in Italia il 31 gennaio 1986.

### Versione italiana
La direzione del doppiaggio e i dialoghi italiani sono stati curati da Alberto Toschi per conto della S.A.S.

## Accoglienza
Il film mantiene un punteggio del 67% su Rotten Tomatoes (basato su 36 recensioni), indicando recensioni generalmente positive. I giudizi di Kevin N. Laforest, Scott Weinberg, Dave Kehr e Luke Thomson riconoscono al film il suo tocco ironico così come il suo status di classico cult.

## Riconoscimenti
- Nomination al Saturn Award per i migliori effetti speciali